# Daniel Bryan
Bryan Lloyd Danielson (nascut el 22 de maig de 1981) és un lluitador professional nord-americà. Està a All Elite Wrestling (AEW), on actua sota el seu nom real i és membre del Blackpool Combat Club. És conegut pel seu mandat a la WWE, on va actuar sota el nom de Daniel Bryan del 2010 al 2021. Destacat pel seu estil de lluita tècnica, la capacitat de transformar el seu personatge a la pantalla amb facilitat i la popularitat entre els fans, és considerat un dels millors lluitadors professionals de tots els temps.
Danielson va començar la seva carrera de lluita lliure professional l'any 1999 al circuit independent, i va signar un contracte de divuit mesos amb la World Wrestling Federation (WWF, ara WWE) l'any 2000; més tard va fer aparicions sense contracte a la WWE fins al 2003. Es va incorporar a l'anell d'honor (ROH) el 2002, lluitant a l'esdeveniment principal del primer esdeveniment de la promoció; considerat un pilar de ROH, va romandre a l'empresa fins al 2009, guanyant el Campionat del món ROH i Campionat pur ROH una vegada cadascun. Va unificar els campionats en un moment donat i també va ser el guanyador inaugural del torneig anual Survival of the Fittest. El 2022, va ser nomenat com a part de la classe inaugural del Saló de la fama de ROH. També va lluitar àmpliament al Japó, guanyant el Campionat de pes pesat júnior de GHC a Pro Wrestling Noah i el campionat d'equips de pes pesat júnior IWGP a New Japan Pro-Wrestling. Va guanyar nombrosos títols al circuit independent, inclosos dos campionats del món PWG i el campionat de pes pesat FIP i el campionat mundial de pes pesat wXw una vegada cadascun.
Danielson va tornar a signar amb la WWE el 2009, però va ser acomiadat durant tres mesos després d'un incident el 2010. Al seu retorn, va guanyar el Campionat de la WWE quatre vegades, el Campionat Mundial de Pes Pesat una vegada, i els Estats Units i el Campionat Intercontinental una vegada cadascun. També va guanyar el WWE Tag Team Championship (com a part de Team Hell No amb Kane) i el SmackDown Tag Team Championship (amb Erick Rowan), convertint-se en el 26è Campió de la Triple Corona i el 15è Campió de Grand Slam de la WWE. També va guanyar el 2011 Money in the Bank ladder match i el premi "Superstar of the Year" als premi Slammy de 2013, i va encapçalar diversos esdeveniments importants de la WWE, incloses les edicions de 2014 i 2021 del seu esdeveniment insígnia WrestleMania.
Danielson es va retirar de la lluita lliure el 2016 a causa de lesions derivades de múltiples commocions cerebrals, que van provocar convulsions i una lesió cerebral. Després va assumir un paper com a director general de WWE a la pantalla de SmackDown i va romandre en aquest paper fins al 2018, quan els metges van autoritzar inesperadament que tornés a la competició al ring. El seu contracte amb la WWE va expirar el maig de 2021 i va fer el seu debut a l'AEW quatre mesos després.